# Histoire de Bou-Saâda

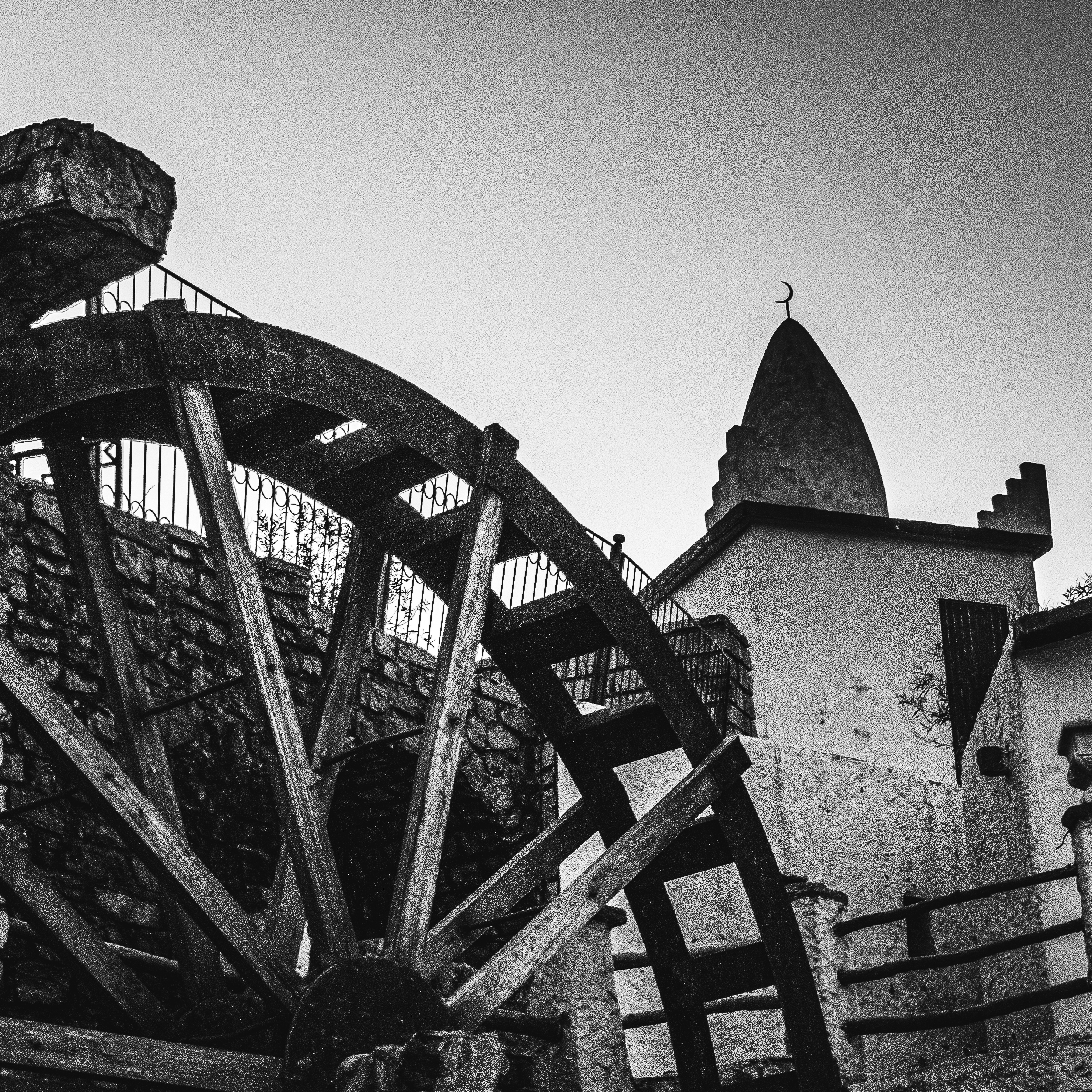
Centre ville de Bou-saâda.

 (mai 2025).
La mise en forme du texte ne suit pas les recommandations de Wikipédia : il faut le « wikifier ».
Les points d'amélioration suivants sont les cas les plus fréquents :
- Les titres sont pré-formatés par le logiciel. Ils ne sont ni en capitales, ni en gras.
- Le texte ne doit pas être écrit en capitales (les noms de famille non plus), ni en gras, ni en italique, ni en « petit »…
- Le gras n'est utilisé que pour surligner le titre de l'article dans l'introduction, une seule fois.
- L'italique est rarement utilisé : mots en langue étrangère, titres d'œuvres, noms de bateaux, etc.
- Les citations ne sont pas en italique mais en corps de texte normal. Elles sont entourées par des guillemets français : « et ».
- Les listes à puces sont à éviter, des paragraphes rédigés étant largement préférés. Les tableaux sont à réserver à la présentation de données structurées (résultats, etc.).
- Les appels de note de bas de page (petits chiffres en exposant, introduits par l'outil «  Source ») sont à placer entre la fin de phrase et le point final[comme ça].
- Les liens internes (vers d'autres articles de Wikipédia) sont à choisir avec parcimonie. Créez des liens vers des articles approfondissant le sujet. Les termes génériques sans rapport avec le sujet sont à éviter, ainsi que les répétitions de liens vers un même terme.
- Les liens externes sont à placer uniquement dans une section « Liens externes », à la fin de l'article. Ces liens sont à choisir avec parcimonie suivant les règles définies. Si un lien sert de source à l'article, son insertion dans le texte est à faire par les notes de bas de page.
- La présentation des références doit suivre les conventions bibliographiques. Il est recommandé d'utiliser les modèles {{Ouvrage}}, {{Chapitre}}, {{Article}}, {{Lien web}} et/ou {{Bibliographie}}. Le mode d'édition visuel peut mettre en forme automatiquement les références.
- Insérer une infobox (cadre d'informations à droite) n'est pas obligatoire pour parachever la mise en page.

Pour une aide détaillée, merci de consulter Aide:Wikification.
Si vous pensez que ces points ont été résolus, vous pouvez retirer ce bandeau et améliorer la mise en forme d'un autre article.
L'histoire de Bou-Saâda, s’inscrit dans le cadre plus large de l’histoire de l’Algérie et trouve ses origines dans des périodes remontant à plusieurs millénaires. La ville de Bou-Saâda occupe depuis l’Antiquité une position stratégique tant sur le plan géographique que socio-économique. Par son rôle d’oasis de transition, elle a longtemps constitué un point de convergence pour les populations nomades et sédentaires, ainsi qu’un relais important dans les réseaux commerciaux transsahariens.
Le développement de Bou-Saâda à travers les siècles reflète l’interaction entre des dynamiques locales, telles que l’organisation tribale et les structures religieuses, et des forces exogènes, qu’elles soient politiques, militaires ou économiques. La ville a ainsi connu des phases successives d’intégration dans des entités politiques variées — royaumes berbères, Empire romain, dynasties musulmanes, régence d'Alger, puis administration coloniale française — qui ont laissé des empreintes durables sur son tissu urbain, son organisation sociale et ses fonctions économiques.

## Présentation
Bou Saâda est une ville saharienne qui se trouve dans le désert. Elle se situe au sud de la wilaya de M'Sila à 75 km, au sud-est du nord algérien à 250 km de la wilaya d'Alger et au  sud du chott El-Hodna à 4°, 11’ longitude est et 35°, 13’de latitude nord, sur une altitude de 560 m. Bou-Saâda représente un grand carrefour où convergent les échanges de plusieurs villes « M'Sila, Djelfa, Biskra, Alger », elle est reliée par la route nationale  N46 vers Djelfa au sud et M’sila au nord-est et par la route nationale N8 vers Alger au  nord et vers Biskra au sud-est. La ville est connue par son histoire et sa civilisation ancienne qui indiquent qu’elle était habitée depuis au moins 8000 ans.

## Préhistoire

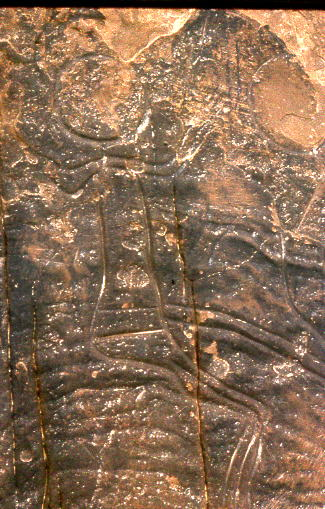
Gravure préhistorique de Ben Srour.

Beaucoup d’études et de fouilles ont bien montré que dans le périmètre immédiat de Bou-Saâda, il se rencontre bien une aire de vie épipaléolithique/néolithique. En effet, les fouilles de Dra-el-Euch, situé à quelques kilomètres de Bou-Saâda, ont monté que les fossiles exhumés appartenaient au Rhétien. J. Emberger relève lui aussi: «Nous attribuons au Rhétien les divers lambeaux affleurant à Aïn-Ograb». Des fouilles de Dra-el-Euch, il s’est conclu à l’identification d’espèces animales localisées dans des couches attribuées à l’Albien supérieur. Ainsi l’aire de Bou-Saâda était pourvue d’eau et peuplé d’animaux dès l’Albien, ce qui favorisera son peuplement par les hommes préhistoriques. Effectivement, les chercheurs du C.R.A.P.E (centre de recherches anthropologiques préhistoriques et ethnologiques. Alger) ont exhumé des quatre principaux gisements, (A. Heddouche au gisement d’el-Onçor, N. Ferhat à Zaccar, N. Amara à es-Sayyar et N. Amrouche au gisement DDC+), près de l’Oued de Bou-Saâda de nombreux outils préhistoriques. Cet outillage lithique[vii] ainsi que les ossements découverts dans ces gisements confirment cette présence humaine au sein de l’aire de Bou-Saâda depuis plusieurs millénaires. De plus, le gisement Zaccar contenait plusieurs fragments de grosse faune et parmi eux des mandibules de bovidés sans arrangement apparent. A quelques kilomètres de là, sur un autre axe, au lieu-dit Tafza, on trouve trace de dessins préhistoriques dont le plus remarquable est un bovidé d’aspect morphologique rappelant celui d’un bison. On y a aussi relevé des fragments de coquilles d’œufs d’autruche, témoignage de préoccupations artistiques, et des éclats de silex préhistoriques. Il apparait donc que les alentours de l’actuelle Bou-Saâda étaient une aire de vie où l’eau était fournie par l’oued qui devait avoir un débit plus important, qui jouissait d’un gibier certainement abondant et qui se prévalait d’un relief propice offrant refuges et cavernes d’habitation pour les hommes, les protégeant ainsi contre les fauves et les intempéries. 
Le schéma directeur des zones archéologiques et historiques d’août 2007 publié par le ministère de la culture nous relève que les gisements d’es-Sayyar, d’el-Onçor, DDC et un cinquième, autre que les quatre susnommés, celui d’el-Hamel, remontent à l’Ibéromaurusien, marquant la transition entre Paléolithique supérieur et Épipaléolithique, environ de 20 000 à 10 000 ans BP (avant présent). L’industrie lithique ibéromaurusienne est l'œuvre d'humains anatomiquement modernes. Cette période se caractérise par la présence de lamelles en silex à bord abattu ainsi que des grattoirs, des burins et des microlithes. C'est dans cette période qu'apparaît l'utilisation de l'outillage en os. J. Tixier publiait minutieusement le gisement d’el Hamel où il remarque que la couche livrait un outillage Ibéromaurusien à très fort pourcentage (74,9%) de lamelles à bord abattu. Plus tard, Ginette Aumassip précise : « Le gisement d’el-Hamel à 14 km au sud-ouest de Bou-Saâda daté -7500 pourrait être une des manifestations les plus tardives de l’Ibéromaurusien et peut-être contemporaine des premières expressions de culture Capsienne. »
Le Capsien, comme l’Ibéromaurusien, est une culture de l'Épipaléolithique, dernière phase de la préhistoire, d'Afrique du Nord et qui est décrit comme proto-berbère. Il doit son nom à la ville de Gafsa en Tunisie, anciennement appelée Capsa. Le Capsien dure d'environ 6800 av. J.-C. à 4500 av. J.-C. Les gisements capsiens sont souvent des escargotières ou, en arabe, ramadyet (cendrière), amas de coquilles d'escargots et de cendres auxquelles sont mêlés des outils et des débris de cuisine. L'un des éléments culturels originaux du Capsien est la réalisation de gravures sur œufs d'autruche. Il a été produit par des Hommes anatomiquement modernes comme celui qui a porté la civilisation ibéromaurusienne à Bou-Saâda. On est en droit alors de se poser la question de l’évolution du chasseur pré-néolithique de cette période ibéromaurusienne puisque les premières populations nous y ont laissé une œuvre inachevée qui dans l’état actuel des connaissances recueillies ne permettent pas de montrer le chainon reliant l’Ibéromaurusien au néolithique méditerranéen marqué par une néothilisation ou révolution néolithique caractérisée par le passage d’une économie de prédation (chasse, cueillette) à une économie de production (agriculture, élevage). Mais à quelques dizaines de kilomètres de Bou-Saâda, sur l’aire de Ben-Srour, on trouve des gravures rupestres d’âge néolithique qui s'apparentent à celles, à l'ouest, du Sud-Oranais (régions de Figuig, d'Ain Sefra, d'El Bayadh, d'Aflou et de Tiaret) et de Djelfa, à l'est à celles du Constantinois; ce qui infirme, selon R. Poyto, l'opinion selon laquelle la région de Bou-Saâda : « était dépourvue d'ornementations pariétales. »

## Antiquité
Bou-Saâda a été témoin de plusieurs civilisations depuis l’antiquité, parmi lesquelles nous mentionnons les Gétules,  la Civilisation romaine et la tribu des Hilaliens. 

### Les Gétules dans le Hodna

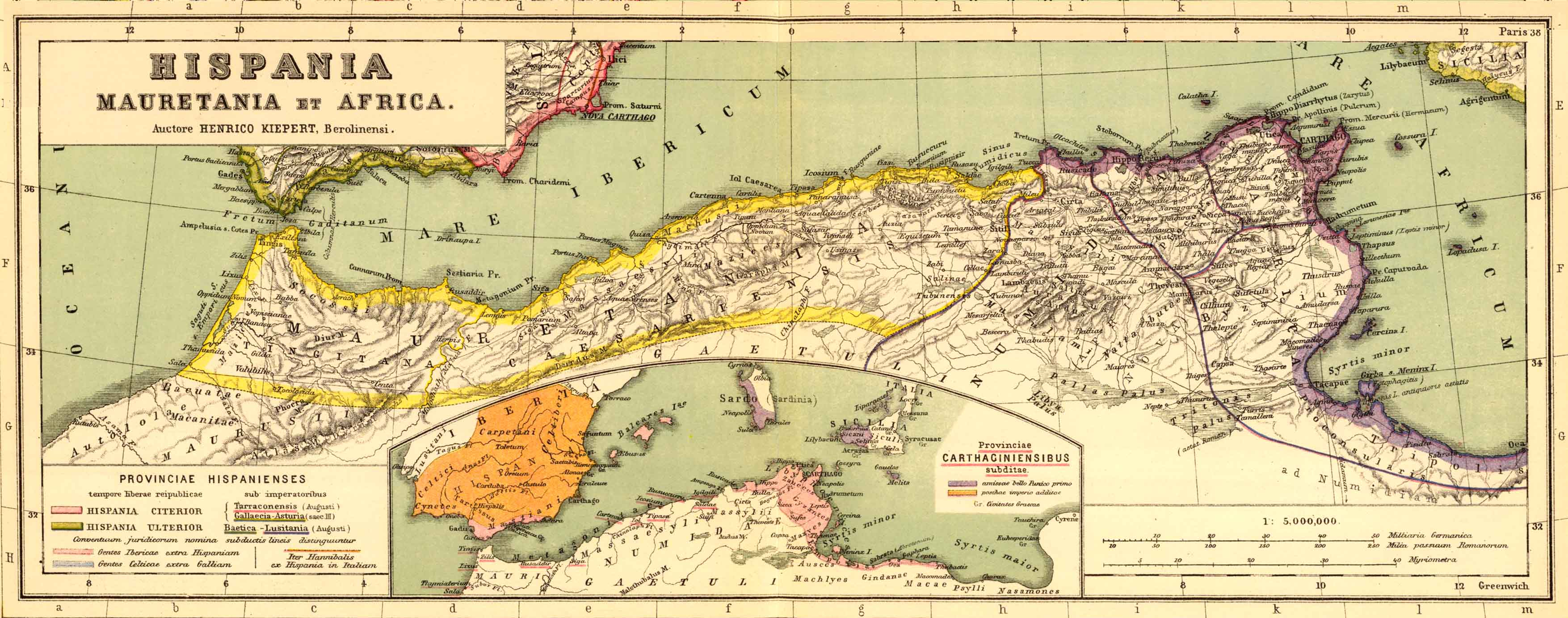
Carte situant les Gétules (Gaetuli) sur la lisière sud de l'Afrique romaine

A regarder de près une carte de l’Empire romain, on remarque que le territoire des Gétules s’étend, du nord au sud, sur une région comprenant l’Atlas saharien et le nord du Sahara. Les Gétules est le nom d'un ancien peuple d'Afrique du nord de la protohistoire descendant direct de la branche de la civilisation Capsienne ayant émigré au Sahara vers 3000 av. J.-C. et il semble que c’est le peuple qui a dominé de la façon la plus certaine l'Algérie durant les 1500 ans de son antiquité. Ils étaient, selon l'historien grec Strabon, le peuple le plus nombreux d'Afrique du Nord, mais également le moins connu. En tout état de cause et au fil des siècles, les Gétules développèrent une cavalerie efficace, et devinrent un peuple nomade migrant du Sahara vers le Nord de l'Afrique en suivant deux routes principales. L'une est celle des Gétules orientaux qui les mène vers Chella, l'actuelle Salé au Maroc, et l'autre est la route qui les mène du désert vers Madaura l’actuelle M'daourouch près de Souk-Ahras en Algérie. Lorsque la Première Guerre Punique éclate en 264 av. J.-C., le général carthaginois Hannibal Gisco les engage comme mercenaires. Deux siècles plus tard, les Gétules avaient acquis une grande expérience guerrière. Au temps de la guerre de Jugurtha contre Rome, les Gétules qui vivent dans les steppes au Sud de la Numidie sont, les uns indépendants, les autres sujets du roi. Celui-ci peut faire chez eux des levées importantes. Mais d’autres Gétules vont servir dans l’armée romaine et sont pour le Consul romain Marius d’utiles auxiliaires qui leur donna alors la promesse de leur livrer des terres numides ainsi que la citoyenneté romaine en échange de leur soutien. Ainsi, les Gétules qui combattirent aux côtés des Romains, et après que Jugurtha fut défait, se virent offrir, pour leurs services et en grand nombre, la citoyenneté romaine et de grandes propriétés terriennes et se fondirent, après un siècle de sédentarisation au sein des populations du nord de l'Algérie Mais Stéphane Gsell remarque : « Il est permis de croire que le nom de Gétules fut donné aux peuplades qui, lors de la constitution des royaumes maure, massæsyle et massyle, restèrent en dehors de ces États », quant à lui, nous éclaire un peu plus sur leur mode de vie quand il écrit : « Il semble bien que seul le genre de vie ait permis aux Anciens de distinguer Numides, Maures, Gétules et Garamantes. Les deux premiers peuples habitaient certainement le Tell, où l'agriculture était possible. Les deux autres parcouraient les steppes et les régions prédésertiques où la vie se concentrait dans les oasis. Les Gétules, s'ils ne formèrent jamais de véritable État, entraient cependant pour une large part dans la composition des royaumes maures et numides. Si Massinissa était maître à la fois des régions de Cirta et de Leptis, il devait nécessairement dominer ou du moins contrôler les Gétules qui occupaient le sud de la Berbérie orientale » .Il les signale comme étant : « des cavaliers pasteurs et nomades…. héritiers des éleveurs de bovins du Néolithique final et prédécesseurs des chameliers, qui remontaient les étés vers les pâturages septentrionaux. Chemin faisant, ils construisaient et offraient à leurs défunts des sépultures originales: autels, déambulatoires, niches et chapelles qui révèlent des pratiques funéraires inconnues de leurs voisins du Nord ». Ce sont ces sépultures qu’on retrouve un peu plus loin au sud de Bou-saâda dans les Zibans à Doucen et Tolga et une dans la région de Bou-Saâda avoisinant le chott et que décrit Rethault dans ”Les Djeddars du sud Constantinois”[ii]. Ces trois tombes ont en commun le fait qu’elles sont des chambres funéraires berbères recouvertes chacune d’une dalle surmontée d’un tumulus. Au nord de Bou-Saâda, près d’Aïn Khermame, d’autres tumulus attestent d’une vie antérieure à l’occupation romaine. De ce fait, on peut donc penser que l’aire de Bou-Saâda était parcourue en ces temps-là par les Gétules nomades du Sud.

### Les romains à Bou-Saâda
Parmi les civilisations anciennes les plus importantes qui ont traversé l’Algérie, nous trouvons la civilisation romaine qui a régné d’environ 42 avant JC à 297 après JC. Selon les études faites par les archéologues, Bou-Saâda aurait été occupé par Rome. Les chercheurs sont partis de cette hypothèse pour trouver si les romains s’installaient à cette ville ou non. La justification de l’occupation romaine à la cité est due à la présence d’un genre bien déterminé des pierres qui sont utilisées par les romains pour bâtir. Comme l’explique Y.Nacib : « Quoi qu’il en fût, il existe encore à Bou-Saâda un quartier surélevé et bâti sur des " blocs taillés" qui peuvent bien dater selon toute vraisemblance de l’Antiquité Romaine » .Pour Cauvet (cité par Y. Nacib), « Le nom arabe de Bou-Saâda a recouvert tout simplement, par un jeu de mots familier aux conquérants musulmans de l’Afrique de Nord, l’ancien nom de la localité qui était bien Buffada ». Le Commandant Cauvet s’appuyait sur la proximité phonétique des deux noms (il y aurait eu en Numidie un évêché de Buffada) celui de l’antique «Buffada» et celui de l’actuel «Bou-Saad». Par ailleurs, à une vingtaine de kilomètres au nord de Bou-Saâda se trouve un immense balcon surélevé, une véritable allure de château-fort dit «El-Goléa» (la citadelle), aussi dénommé par la colonisation «billard du colonel Pein». Cette dénomination est liée à un colonel français qui l’a colonisé. 
Les œuvres racontent l’histoire de l’occupation romaine dans les régions intérieures où ils ont utilisé El-Goléa comme forteresse et prison pour leurs prisonniers pendant leur occupation de la cité oasienne. À cet effet, Stéphane Gsell, dans son Atlas archéologique de l'Algérie (cité par Y. Nacib) confirme l’existence d’une forteresse : « El-Goléa (El-Koléa sur la carte) à 18 km au nord ouest de Bou-Saâda, sur un éperon rocheux, détaché du Djebel Ben Guerb et connu sous le nom de " Billard du Colonel Pein" . Ruines d’une forteresse romaine, avec des vues très étendues sur toute la plaine du Hodna» ». Les chercheurs ont consulté la carte des troupes placées par Rome en Maurétanie césarienne et ont trouvé qu’elle fait mention de Bou-Saâda comme point de stationnement de soldats romains. De plus, des pièces de monnaie romaines y ont été retrouvées et que P. Salama (cité par Y. Nacib) les a identifiées : « Un sesterce de Trajan, deux sesterces de Sévère Alexandre (IIIe s.) et de nombreuses menues monnaies du IVe siècle.» ». Alors, après tous les indices précédents, nous pouvons admettre que les Romains sont bien passés à Bou-Saâda plus d’une fois et qu’ils y ont construit un repère militaire qui a été fonctionné en lien étroit avec la forteresse d’El-Goléa.

## Conquête musulmane
Les arabes musulmans atteignirent le Maghreb au VIIe siècle. Byzance traita avec eux et leur versa 300 quintaux d’or pour qu’ils se retirent après une première campagne de 14 mois en l’an 648. La véritable conquête débuta en 666 et trois ans  plus tard, Oqba Ibn Nafi al-Fihri fonda la place de Kairouan, première ville musulmane au  Maghreb. Il multiplia les raids vers l’Ouest et s’empara de villes importantes, comme  Lambèse qui avait été le siège de la IIIe légion et la capitale de la Numidie romaine. Il se dirigea ensuite vers Tahert puis atteignit Tanger. Les berbères  organisèrent la résistance qui devait surement englober les Zénètes du Hodna. Mais  les chrétiens des villes las de plusieurs siècles de querelles schismatiques et  hérétiques qui avaient miné l’église, adoptèrent plus facilement la nouvelle religion. La Berbérie devient musulmane en moins de deux siècles (VIIe – VIIIe siècles).  Plusieurs dynasties, en majorité berbères, se succédèrent çà et là au Maghreb en  créant plusieurs villes et capitales. Au Xe siècle, le Maghreb central vit l’accession fulgurante des chiites fatimides  sous l’action de la tribu berbère Sanhadja des Kotamas et sous la direction du dâ’i Abou Abd Allah. En mars 909, les Chiites sont maîtres de Kairouan et proclament  Imam le Fatimide Obaïd Allah, encore prisonnier à l’autre bout du Maghreb central, dans la lointaine Sidjilmassa khâridjite. Une expédition Kotama, toujours conduite par l’infatigable Abou Abd Allah, le ramena triomphant à Kairouan, en décembre 909, non sans avoir, au passage, détruit les principautés khâridjites. La dynastie chiite des Fatimides Obeïdites réussit donc un moment à contrôler la plus grande partie de l’Afrique du Nord grâce à l’intervention des Sanhadja du Maghreb central, sous la conduite de Ziri et ce malgré de terribles révoltes. Lorsque les Fatimides, après avoir conquis l’Égypte avec l’aide des Sanhadja, établissent leur capitale au Caire (973), ils laissèrent alors le gouvernement du Maghreb à leur vassal Bologhine, fils de Ziri. Mais En 1045, le prince Ziride El-Moezz rejeta le chiisme qui n’avait pas été accepté par la majorité de ses sujets et proclame la suprématie du Calife Abbasside de Bagdad. Pour punir cette sécession, le Calife Fatimide au Caire donna en fief (iqtâ) le Maghreb aux tribus arabes hilaliennes trop turbulentes qui avaient émigré de Syrie et d’Arabie nomadisant dans la région du Sa’îd en Haute Égypte. À ces nouveaux envahisseurs succéda, quelques décennies plus tard, un groupe d’Arabes yéménites, les Ma’qil, qui suivirent leur voie propre, plus  méridionale et atteignirent le Sud marocain et le Sahara occidental. Des groupes juifs nomades semblent bien avoir accompagné ces bédouins et contribuèrent à renforcer  les communautés judaïques du Maghreb dont l’essentiel était d’origine Zénète ; ce  qui semble bien le cas des juifs de Bou-Saâda qui habitaient bien avant la colonisation dans un quartier de la médina et avaient leur propre synagogue. Après bien de péripéties, En 1152, un siècle après l’arrivée de leurs premiers contingents, les Béni Hilal se regroupent pour faire face à la puissance grandissante des Almohades, maîtres du Maghreb el-Aqsa et de la plus grande partie du Maghreb central, mais il est trop tard et ils sont écrasés à la bataille de Sétif. Mais cela n’affecta en rien leur expansion.   
Devant la déliquescence de l’Empire Almohade, les Hafsides héritent de la moitié orientale de l’ancien Empire almohade, s’étendant de la Tripolitaine jusqu’à la vallée  du Chélif. Dès la fin du XIIIe siècle, le pouvoir hafside de Tunis endure une longue  phase d’affaiblissement politique. L’autorité des souverains de Tunis est contestée  d’abord par d’autres membres du clan hafside, principalement basés à Bougie et à  Constantine. Ainsi, le déclin du pouvoir central permet le développement des forces  tribales, surtout celles des arabes hilaliens qui forment désormais plusieurs petites dynasties locales dans les franges méridionales de l’espace hafside, notamment à  Biskra, Gafsa, Gabès ou Tripoli. 
On peut alors bien penser qu’à cette époque la suprématie de l’élément hilalien se confirma dans le Hodna et l’Atlas saharien. Les tribus bédouines par leurs  déprédations et les menaces qu’elles font planer sur les campagnes ouvertes ont  renforcées ainsi l’action dissolvante des nomades « néo-berbères » Zénètes qui  avaient, dès le VIe siècle, pénétré en Africa et en Numidie. Précurseurs des  Hilaliens, ces nomades chameliers Zénètes s’assimilèrent facilement avec les  nouveaux venus grâce à la religion, l’identité des genres de vie tels le nomadisme, le  pastoralisme et le commerce transsaharien qui facilitèrent la fusion et amenèrent à  une arabisation de la contrée. Cela ne se passa pas sans heurts bien sûr ; la geste  hilalienne qui se transmettait oralement de génération en génération à Bou-Saâda et  dans la steppe viendra nous le rappeler en opposant le hilalien Dhiab ben Ghanem à Zénati le Zénète. 
Quand on revient à la décadence Almohade, et à l’instar du royaume hafside de Tunis, on assiste à l’ouest et dans des conditions presque identiques, à la création de  deux autres royaumes Zénètes, celui des Mérinides à Fès et celui des Zianides à  Tlemcen. Les Zianides sous Abû Tâshfîn, vont tenter de déloger les Hafsides avec le  concours des arabes hilaliens Ryah Dhawawida du Zab au sud de Bou-Saâda. Ces  arabes Dhawawida, sous la conduite du cheïkh sunnite Riyahi Saâda, menaient en  fait une campagne de redressement de 1318 à 1337 contre l’Emir Mançour ibn  Mozni de Biskra épaulé par les Hafsides de Bejaïa. Les adeptes du Cheïkh Saâda se  multiplièrent même après sa mort, survenue près de Mellili, et continuèrent leur  mouvement sous la conduite d’un autre docteur ramené de Magra, Abou Abdallah  Mohamed ben Lazreq. Cet épisode est intéressant à plus d’un titre puisqu’il nous  apportera beaucoup d’éclaircissements sur l’histoire et la genèse de la cité de Bou-Saâda dans la région.

## Émergence de Bou-Saâda
D’après l’étude de L. Harkat; quand on se réfère à la tradition orale et à certains recoupements historiques, la création de Bou-Saâda remonte vraisemblablement au XIVe siècle. Tout d’abord,  examinons la tradition orale où son seul intérêt réside presque sur le fait à relater les  premiers instants de la création de la cité en dehors de tout cadre historique et donc  chronologique. De plus cette tradition orale diffère selon le groupe humain dont elle  provient ; chacun présentant une version qui lui permettrait de prétendre à un droit  sur les lieux. Abordons succinctement la plus importante de ces versions qui se  disputent le début de cette genèse: 
Sidi Thameur fuyant avec ses gens la sécheresse et la famine qui sévissaient dans le sud arrive sur les lieux de la future Bou-saâda. Il y trouve déjà Sidi Slimane Ben Rabia, originaire du Saguia-el-Hamra (il y a qui disent qu’il est venu de Tafilalet en Maghreb), et d’un commun accord construisent une mosquée, embryon de la cité, sur les terres de la tribu des Bedarna que Sidi Thameur avait troquées contre 90 chameaux ou que les Bedarna ont concédées aux deux, Sidi Thameur et Sidi Slimane.

### Le toponyme de «Bou-Saâda»
La dénomination de la région de Bou-Saâda remonte alors à l’époque de la construction de la mosquée d’Atig où il y a plusieurs versions : 
Version 1: au moment où Sidi Slimane et Sidi Thameur terminaient la mosquée, ils discutaient ensemble sur le nom à donner à la cité naissante. Donc pour nommer leur village en voie de création, ils conviennent de lui donner le nom du premier être vivant qui passerait par là. Pendant ce temps, une chienne que sa maîtresse poursuivait en l’appelant Saâda !... Saâda !... (Bonheur !... Bonheur !...) ; ce mot leur parut d’un bon augure et donc ils l’appelèrent «Bou-Saâda».
Version 2: Cette légende dit que Bou-Saâda n’aurait pas de genèse arabe, mais serait romaine. Le centre militaire qui existait à l’époque des Romains était supervisé par un commandant militaire appelé "Buffada". Son nom a donné naissance, plus tard, à la région de Buffada jusqu’à l’avènement de l’Islam quand les arabes commençait à l’appeler "Bou-Saâda" parce qu’ils ignoraient l’origine du mot "Buffada". 
Version 3 : Cette tradition orale prédit que le nom de Bou-Saâda a été créé seul sans accord car toute personne passant par cette région se sent heureux et décide d’y habiter « endroit qui rend heureux », et cela grâce à la beauté de son oasis et qu’elle était reconnue comme étant un lieu de résidence de lettrés musulmans. D’ailleurs, comme nous avons vu, la tradition orale diffère selon le groupe humain ; chacun présentait une version qu’il connaissait.
Quand on revient à la toponymie de Bou-Saâda, les versions précédentes ne résistent pas à la critique puisque il ne parait pas cohérent qu’on puisse donner le nom d’un lieu qu’après y avoir construit un important édifice, qui de plus se trouve être une mosquée. De plus, lier en Islam une mosquée à une chienne devient un rapport presque blasphématoire quand on connait les prescriptions en Islam relatives au chien, ce que ne devait pas méconnaître Sidi Thameur et Sidi Slimane réputés comme étant des lettrés religieux. Outre cela, la construction élaborée d’une mosquée fortifiée ne peut être le premier souci d’un groupe humain recherchant un endroit propice qui mettrait fin à ses difficultés. Ainsi et devant tant de discordance, il faut alors s’aider de certains faits historiques régionaux pour trouver une réponse qui puisse satisfaire notre questionnement et lever les contradictions que recèle cette tradition orale. 
Durant la période Hafside, les arabes hilaliens Ryah, les Dhawawida plus exactement, soutenus par les Zianides sous Abû Tâshfîn qui tentait de déloger les Hafsides, se sont soulevés contre l’Emir Mançour ibn Mozni de Biskra épaulé par les Hafsides de Bejaïa. En fait, ces arabes Dhawawida du Zab, au sud de Bou-saâda, sous la conduite du cheikh sunnite Riyahi Saâda, menaient une campagne de redressement qui durera de 1318 à 1337. Les adeptes du Cheïkh Saâda se multiplièrent même après sa mort à Melili, au sud de Biskra, et continuèrent leur mouvement pour rétablir le malékisme venu en rival au soufisme. On peut donc affirmer que la toponymie de Bou-Saâda provient du nom du Cheikh Saâda et que plusieurs éléments viennent appuyer: 
Premièrement, et sans doute aucun, la configuration du ksar est celle d’une citadelle fortifiée et il en est de même pour certaines maisons du Ksar qui auraient été construites pour héberger des adeptes, du Cheikh Saâda en l’occurrence, dans le but de répandre l’orthodoxie Malékite dans la région du Hodna méridional et au nord du piémont de l’Atlas Saharien.
Deuxièment, Sidi Thameur lui-même venait d’un Ksar des Zibans là où se cantonnaient les Dhawawidas. C’était sûrement un chef tribal doublé d’un lettré qui venait accomplir une mission religieuse ; Ibn Khaldoun nous apprend que plusieurs de ces chefs tribaux avaient rejoints le camp de Cheikh Saâda. Ainsi le premier acte de Sidi Thameur avait été la construction d’une mosquée fortifiée accompagnée d’une zaouïa dotée de toutes les infrastructures nécessaires pour recevoir des adeptes, et cela cadre bien avec le rôle d’un ardent propagateur. D’ailleurs, Sidi Thameur est enterré dans un mausolée près du l’ancien Ksar d’El Amri (Tolga) dont l’ancienne mosquée est du nom du frère de Sidi Thameur, Abdallah ben Mohamed. La légende prétend que Sidi Thameur accomplissait la prière du Dhouh’r à Bou-Saâda et la prière d’el Aç’r chez son autre femme dans le Zab car à Bou-Saâda il a épousé une des filles de Sidi Slimane. Tout cela nous montre bien que la venue de Sidi Thameur dans la région n’est pas un exode dû à des conditions climatiques ni économiques puisque le fait qu’il disposait de 90 chameaux pour acheter des terres nous révèle qu’il était nanti et nullement dans le besoin fuyant la famine. 
Troisièmement, deux autres éléments plausibles de la tradition orale bou-saâdie viennent corroborer les faits historiques cités auparavant. Ces deux éléments sont la participation de Sidi Thameur au djihad contre les espagnols et à la guerre contre les mérinides et au côté des Zianides. Effectivement, les hilaliens Dhawawida ont toujours envoyé des contingents pour combattre les chrétiens de la Reconquista espagnole et ont été des alliés aux Zianides de Tlemcen.

## Sous la Régence d'Alger
Durant la période de la régence d'Alger, le Hodna méridional ainsi que les Hauts plateaux n’intéressent nullement le pouvoir des Beys comme l’ont fait les Romains et les byzantins. Il est vrai qu’en cette période, le commerce maritime méditerranéen a pris de l’essor aux dépens des échanges transsahariens des différents produits rares du pays du Soudan et que le sud n’attirait plus les convoitises comme cela était au temps de dynasties Zénètes. Cela ne veut pas dire que les représentants de la Sublime Porte étaient totalement absents de la région ; ils levaient impôt et menaient expéditions si des villes ou des tribus manquaient de s’acquitter de la lezma (impôt) ou entraient en conflit entre elles. La première apparition des Turcs à Bou-Saâda fut en 1800 lors de la visite du Bey Ahmed (El-Qolli). En 1847, les Bou-Saâdis abandonnèrent leur ville craignant une mise à sac de leur cité par deux colonnes turques venues faire leur jonction sous les murs de la cité pour se diriger vers le Hodna pour secourir le Bey Djallal du Titteri battu par les Ouled Madhi du Hodna après qu’il ait voulu les châtier pour s’être révoltés et pillés deux autres tribus. Il en est de même pour les tribus des monts des Ouled-Naïls qui ne supportaient ni la fiscalité écrasante ni la présence turque dans la steppe même si cette dernière n’était que sporadique.

## Époque contemporaine
Lors de l’hiver 1837-1838, Bou-Saâda reçut la visite de l’Émir Abdelkader qui revenait de l’Ouannougha où il avait destitué le Khalifa de la Medjana et du Hodna qu’il soupçonnait d’avoir eu des relations avec l’ennemi. Il alla ensuite assiéger Aïn Madhi, fief des Tidjania, dont la prise eut un retentissement considérable au sein des populations sahariennes. 
En 1843 et en 1845, la ville fut visitée par des colonnes de l’armée française qui battaient la campagne, chez les Ouled–Naïls surtout, à la poursuite de l’Emir ou de ses lieutenants. En 1849, le Gouverneur général Charron projeta de créer un poste à Bou-Saâda quand éclata l’insurrection des Zaâtchas près de Tolga dirigée par Cheïkh Bouziane, digne héritier des Zianides venus se refugier dans le Zab des siècles plutôt lors de leurs démêlées avec les Mérinides. 
La population de Bou-Saâda fortement inquiète du sort de ses frères du sud et en ayant appris le projet militaire français d’instaurer un poste dans leur cité, se prépara à la guerre sainte après les prêches du chérif Mohamed ben Chabira qui entretenait déjà une correspondance avec Bouziane. Entre temps, la colonne du colonel de Barral, se rendant en renfort au siège des Zaâtchas, laissa un détachement à Bou-Saâda après avoir au préalable organisé son installation. La région était déjà gagnée par l’insurrection puisque les Ouled Ferradj à quelques lieues de Bou-Saâda avaient engagé une bataille quelques jours plutôt contre deux colonnes françaises venues de Médéa, l’une avait plus de quinze cent cavaliers, l’autre était composée de spahis et d’un goum de cavaliers. Les Ouled-Naïls furent pris en tenailles et contraints d’abandonner mille cinq chameaux et quatre mille moutons ; c’était le 14 octobre 1849. Une autre tribu aux alentours de Bou-Saâda,les Ouled Amer, déjà insoumis, avait accueilli et fêté l’Ex Khalifa de l’Emir de passage chez eux qui allait porter secours aux Zaâtchas. Ils ont alors attaqué deux caravanes et envoyé deux fractions en armes pour prêter main forte à Bou-Saâda en effervescence. 
Le détachement de 150 hommes, laissé sous le commandement du sous-lieutenant Lapeïre et aidé par le goum de Bel Gomri, essuya un feu qui partit des hauteurs du ksar après le départ de la colonne du colonel de Barral vers le siège des Zaâtchas. Il se réfugia dans la mosquée du quartier Mouamine pour organiser sa défense. Le capitaine Pein, alerté, accouru de Bordj Bou Arreridj en levant sur son passage un important goum. Une colonne de 1400 hommes venant de Médéa, un autre détachement arrivant de Bordj suivi de 400 cavaliers du Khalifa Mokrani se retrouvèrent tous aux portes de Bou-Saâda. Un autre Goum de trois cent cavaliers mené par le lieutenant Beauprêtre et venant d’Aumale (Sour el-Ghozlane) engagea le combat chez les Ouled Amer ; il fut lourdement défait mais cette manœuvre priva les insurgés de la cité du concours des Ouled Amer qui étaient allés aider les leurs contre Beauprêtre. 
Des combats furent engagés même sur la montagne Kerdada et les canons du commandant Saurin tonnèrent sur les barricades. La tradition orale Bou-saâdie prend la relève maintenant des écrits des archives militaires qui taisent le carnage perpétré par les goums et l’armée coloniale. Cela eut lieu quand le colonel Daumas en voulant éviter des pertes sur les barricades donna en récompense cent sous et un chameau pour chaque tête coupée d’un arabe. On étala des centaines de têtes sur la place et dans le quartier des supplétifs. Et les insurgés devant une telle cruauté déposèrent les armes le 14 novembre 1849. La revanche viendra un siècle plus tard, mais entre temps la nuit coloniale a jeté son sombre voile sur toute une société avec tout ce qui peut rendre cette dernière recroquevillée, diminuée et sans perspectives.